# アドバルーン発言
アドバルーン発言（アドバルーンはつげん）とは、関係者との調整が終了していないなど政治的に実現できるか微妙な課題について、世論や関係者の動向を見るための発言。「アドバルーンを上げる」や「観測気球を上げる」など「アドバルーン発言」「観測発言」「バロンデッセ（仏: ballon d'essai）」として表現をすることがある。

## 概要
政治家がアドバルーン発言をする場合、多くは匿名性に隠れてオフレコで行なわれ、以後の方針決定の参考とする。
実名でアドバルーン発言をした場合は、発言に強い責任が伴うことになる。実名でアドバルーン発言で周囲の期待感を煽った挙句に自らの政治的力量不足から実現できなかった場合は期待した関係者を大きく失望させることになり、政界でのポジションを低下させることになる。

## アドバルーン発言とされた例
日本の政権党
- 民主党（機密費透明化問題・鈴木宗男問題・天下り根絶問題・ガソリン暫定税率廃止問題・後期高齢者医療制度廃止問題・国債発行枠・普天間基地移設問題）
- 社会民主党（鈴木宗男問題）
- 自由民主党（北方領土問題・財政再建問題・創価学会問題・北朝鮮拉致問題・年金記録問題・天下り根絶問題・道路特定財源問題）
- 日本社会党（消費税廃止問題・日米安保問題・自衛隊問題・原子力エネルギー問題）
- 公明党（道路特定財源問題）